# رائول رویدیاز
رائول ماریو رویدیاز میسیتیچ (اسپانیایی: Raúl Mario Ruidíaz Misitich‎؛ زادهٔ ۲۵ ژوئیهٔ ۱۹۹۰) بازیکن فوتبال اهل پرو است.
از باشگاه‌هایی که در آن بازی کرده‌است می‌توان به اونیورسیداد شیلی، کوریتیبا، و سیاتل ساندرز اشاره کرد.
وی همچنین در تیم ملی فوتبال تیم ملی فوتبال پرو بازی کرده‌است.